# The Cry of Reason: Beyers Naude – An Afrikaner Speaks Out
The Cry of Reason – Beyers Naude an Afrikaner Speaks Out ist ein US-amerikanischer Dokumentarfilm von Robert Bilheimer aus dem Jahr 1988. Er behandelt den Anti-Apartheids-Aktivisten und Theologen Beyers Naudé.

## Handlung

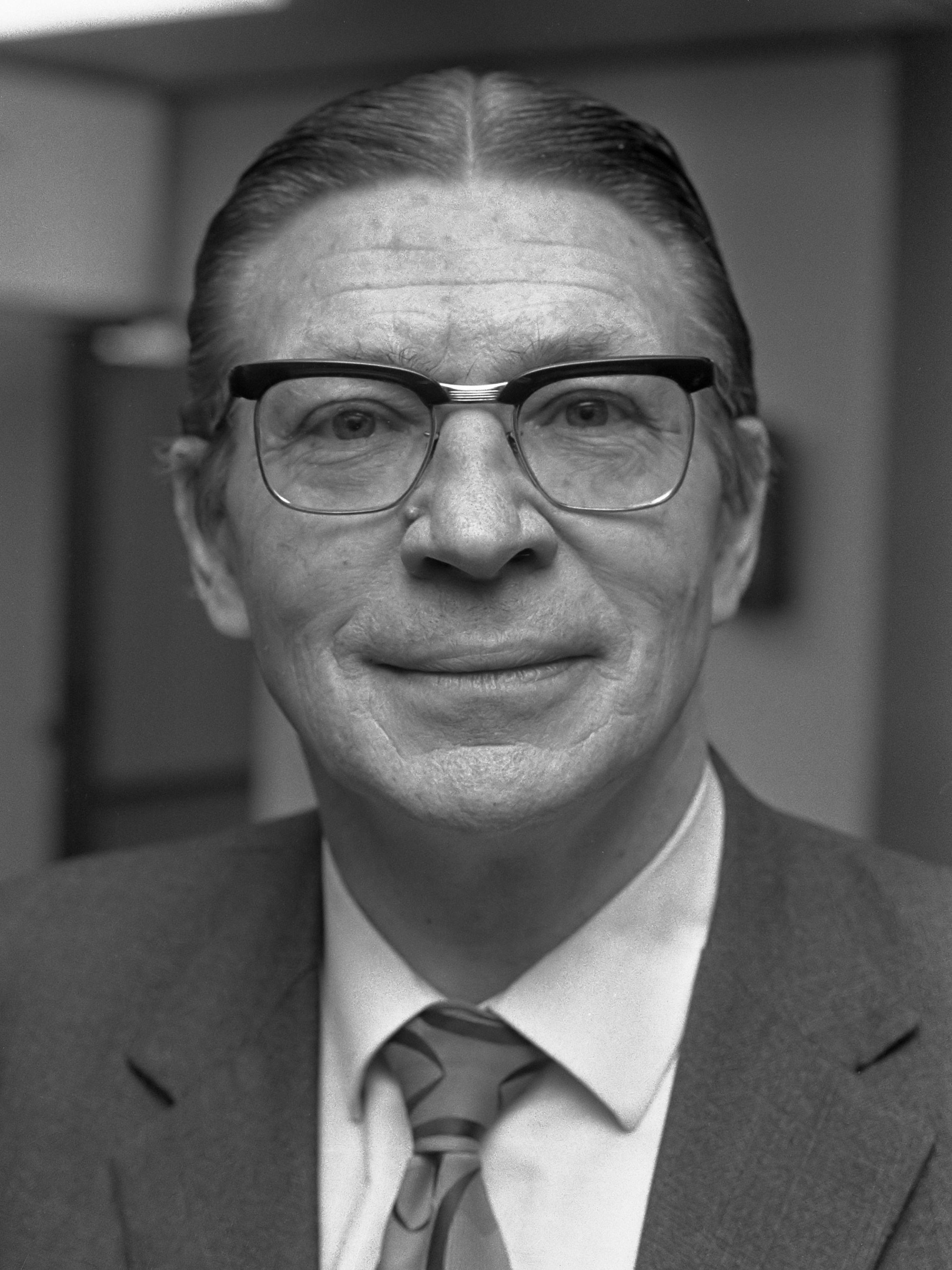
Beyers Naudé (1972)

Es handelt sich um einen Dokumentarfilm über das Leben und Wirken von Beyers Naudé. Es werden Reden und Predigten von ihm gezeigt. Außerdem kommen Weggefährten wie Desmond Tutu, Frank Chikane und Allan Boesak zu Wort. Der Film zeigt auch das Leben während der Apartheid  in den Townshipsiedlungen von Südafrika.
Der Film zeigt, wie sich Naudé von einem ursprünglichen Befürworter der Apartheid durch Gewissensbisse und unter dem Eindruck des Massakers von Sharpeville wandelte und zu einem der bekanntesten Gegner der Apartheid wurde. Ein weiteres Erweckungserlebnis war die Ermordung seines Mentors Steve Biko in der Folterhaft der südafrikanischen Regierung. Er war zudem der erste Weiße, der in Südafrika unter Bann gestellt wurde. Dieser dauerte sieben Jahre an. Dies erschwerte seine Arbeit, da ihm der Zugang zu wichtigen Institutionen verwehrt wurde.
1984 wurde der Bann aufgehoben, kurz bevor Desmond Tutu der Friedensnobelpreis verliehen wurde. Anschließend setzte er sein Werk als Prediger und Redner an der Seite von Tutu bei Demonstrationen fort. Unter anderem sprach er auch an der Georgetown University zu Amerikanern über die Lage Südafrikas.

## Hintergrund
Der Film wurde von der Produktionsfirma Worldwide Documentaries produziert, die Regisseur Bilheimer für den Film gründete. Die weitere Finanzierung übernahm der Phelps-Stokes Fund.

## Auszeichnungen
Der Film wurde bei der Oscarverleihung 1989 für einen Oscar in der Kategorie Bester Dokumentarfilm nominiert.